# Роберт Керр, 1-й маркиз Лотиан
Роберт Керр, 1-й маркиз Лотиан (англ. Robert Kerr, 1st Marquess of Lothian; 8 марта 1636 — 15 февраля 1703) — шотландский дворянин и политик. Он был известен как лорд Керр до 1661 года, лорд Ньюбаттл с 1661 по 1675 год и 4-й граф Лотиан с 1675 по 1701 год.

## Биография
Родился 8 марта 1636 года в аббатстве Ньюбаттл, Мидлотиан. Старший сын Уильяма Керра, 3-го графа Лотиана (1605—1675), и Энн Керр (? — 1667), дочери Роберта Керра, 2-го графа Лотиана, и леди Аннабеллы Кэмпбелл. Он покинул Шотландию и получил образование в Лейдене, Сомюре и Анжере с 1651 по 1657 год. Он безуспешно претендовал на графство Роксбург в 1658 году. В 1661 году его отец проиграл дополнительный спор с новым графом Роксбургом по поводу использования титула лорда Керра как титула учтивости; он был зарезервирован для наследника графа Роксбурга, и Роберт Керр стал именоваться лордом Ньюбаттлом.
Лорд Ньюбаттл был добровольцем в Англо-голландской войне 1673 года. Он унаследовал титул графа от своего отца в 1675 году. Приведенный к присяге тайным советником в январе 1686 года, он был смещен королем Яковом II в сентябре. Граф Лотиан поддержал Славную революцию и заседал в Конгрессе сословий Шотландии. Он был назначен лордом-генеральным судьей Шотландии в 1689 году, занимая этот пост до своей смерти, и был вновь назначен тайным советником королем Вильгельмом III Оранским в 1690 году. В том же году он сменил своего дядю Чарльза на посту графа Анкрама.
Он был лордом-верховным комиссаром в парламенте Шотландии в 1692 году и обратился к ассамблее с речью, пропагандирующей терпимость и либеральность по отношению к епископальным министрам, желающим быть принятыми в Церковь, в соответствии с рекомендациями короля. Однако Ассамблея проявила враждебность, и это предложение не было принято. Ему был пожалован титул 1-го маркиза Лотиана 23 июня 1701 года, а в 1702 году был назначен генеральным судьей и комиссаром по делам Унии Шотландии и Англии. Он не дожил до конца этого проекта, так как умер в следующем году.

## Личная жизнь
В январе 1660/1661 года Роберт Керр женился на леди Джин Кэмпбелл (ум. 31 июля 1712), дочери Арчибальда Кэмпбелла, 1-го маркиза Аргайла (1605/1607 — 1661), и леди Маргарет Дуглас. У супругов было десять детей:
- Уильям Керр, 2-й маркиз Лотиан (1661 — 28 февраля 1722), старший сын и преемник отца
- Лорд Чарльз Керр (? — 1735), назначенный директором канцелярии в 1703 году, женился на Джанет Мюррей (1688—1755), дочери сэра Дэвида Мюррея, 2-го баронета
- Достопочтенная Маргарет Керр (род. 1670), умерла молодой
- Достопочтенная Джин Керр (род. 1671), умерла молодым
- Лорд Джон Керр (1673 — 8 сентября 1735), офицер британской армии
- Леди Мэри Керр (1674 — 22 января 1736), замужем за Джеймсом Дугласом, 2-м маркизом Дугласом
- Лорд Марк Керр (1676—1752), британский генерал
- Леди Маргарет Керр (род. 1678), умерла молодой
- Достопочтенный Джеймс Керр (род. 1679), умер неженатым
- Леди Аннабелла Керр (род. 1682), умерла молодой.

У маркиза Лотиана также был внебрачный сын, капитан Джон Керр, который был убит в замке Дуглас герцогом Дугласом.
Он похоронен в семейном склепе церкви Ньюбаттл, Шотландия.

## Титулатура
- 1-й маркиз Лотиан (с 23 июня 1701)
- 2-й граф Лотиан (с октября 1675)
- 1-й граф Анкрам (с 23 июня 1701)
- 3-й граф Анкрам (с 11 сентября 1690)
- 1-й виконт Бриен (с 23 июня 1701)
- 2-й лорд Кер из Ньюбаттла (с октября 1675)
- 1-й лорд Керр из Ньюбаттла, Окснэма, Джедбурга, Долфинстоуна и Нисбета (с 23 июня 1701)
- 3-й лорд Керр из Нисбета, Лангньютоуна и Долфинстоуна (с 11 сентября 1690).